# Lisa Gay Hamilton
Lisa Gay Hamilton, född 25 mars 1964 i Los Angeles i Kalifornien, är en amerikansk skådespelare som verkat på teaterscenen såväl som vid film och TV. Hon är kanske främst känd för sin roll som Rebecca Washington i TV-serien Advokaterna.

## Filmografi i urval
- 1993 – Naken i New York
- 1995 – Palookaville
- 1995 – De 12 apornas armé
- 1996 – Nick & Jane
- 1997–2003 – Advokaterna (TV-serie)
- 1997 – Jackie Brown
- 1998 – Älskade
- 1999 – Ögonblicket före tystnaden
- 1999 – Swing Vote
- 2001 – Ten Tiny Love Stories
- 2002 – The Sum of All Fears
- 2005 – Nio liv
- 2009–2011 – Men of a Certain Age (TV-serie)
- 2009 – Solisten
- 2011 – Beastly
- 2011 – Take Shelter
- 2013 – Lovelace